# Vorgebirgs-Olivtyrann
Der Vorgebirgs-Olivtyrann (Myiopagis olallai) ist eine Schreivogelart aus der Familie der Tyrannen (Tyrannidae). Er kommt in drei Unterarten in Ecuador, Kolumbien, Peru und Venezuela vor. Das Artepitheton ehrt den ecuadorianisch-brasilianischen Tiersammler Alfonso Maria Olalla (1899–1971).

## Entdeckungsgeschichte
1991 vernahm der belgische Ornithologe Paul Coopmans erstmals die Lautäußerungen einer Tyrannenart, die er nicht identifizieren konnte. 1992 gelang ihm eine Tonbandaufnahme dieser Art in einer Höhenlage von 1000 m in der Nähe von Zamora im südlichen Ecuador. Nach Vergleichen mit den Lautäußerungen anderer Tyrannenarten, war Coopmans überzeugt, dass er eine neue Art entdeckt hatte. 1994 wurden die ersten beiden Exemplare am Río Bombuscaro in der Provinz Zamora Chinchipe gesammelt. 1996 kamen zwei weitere Exemplare hinzu, die am Vulkan Sumaco in der Provinz Napo im nördlichen Zentral-Ecuador gesammelt wurden. Diese vier Bälge dienten Coopmans und seinem Kollegen Niels Krabbe im Jahr 2000 als Typusexemplare für die wissenschaftliche Erstbeschreibung als Myiopagis olallai.

## Merkmale
Der Vorgebirgs-Olivtyrann erreicht eine Körperlänge von 12 bis 12,5 cm und ein Gewicht von 11 bis 14 g. Er hat einen dunkelperlgrauen Oberkopf mit einem halbverdeckten, großen, weißen Scheitelfleck. Die Zügel und die Ohrdecken sind grauweißlich gefleckt. Die Iris ist dunkelbraun. Der Augenring und der Bereich unter den Augen sowie die Oberseite sind olivgrün verwaschen. Die Flügel sind dunkelbraun mit drei auffälligen, hell schwefelgelben Flügelbinden. Die Schirmfedern, die Armschwingen und die Außenfahnen der inneren Steuerfedern haben schwefelgelbe Säume. Der Schwanz ist grau-braun. Der Überaugenstreif ist hell und der Augenstreif ist dunkel. Der Hals ist weißlich. Die Unterseite ist hellgelb mit einer breiten, olivgrünen Strichelung an der Brust. Der kurze Schnabel ist schwarz mit einer grauen Basis am Unterkiefer. Die Beine sind schwarz. Die Geschlechter sehen gleich aus, die juvenilen Vögel sind unbeschrieben.

## Unterarten und ihre Verbreitung
Die Nominatform Myiopagis olallai olallai kommt in den Ostanden im Norden und Süden Ecuadors, im südlichen Zentral-Peru und im südlichen Kolumbien vor. Die Unterart Myiopagis olallai coopmansi hat ihr Verbreitungsgebiet in der Cordillera Central von Kolumbien. Die Unterart Myiopagis olallai incognita ist auf die Sierra de Perijá in Venezuela beschränkt.

## Lautäußerungen
Die Vokalisierungen bestehen aus langen, harten Triller, die deutlich in der Tonhöhe ansteigen und ungefähr 2 Sekunden dauern, gefolgt von einer variablen Anzahl von Einleitungstönen, die auch in Tempo und Rhythmus variieren. Es gibt auch schnelle, absteigende trillernde „t'eerr“-Töne.

## Lebensraum
Der Vorgebirgs-Olivtyrann kommt in und an den Rändern von sehr feuchten bis humiden vorgebirgigen Primärwäldern, in Höhenlagen von 890 bis 1500 m, vor.

## Nahrungsverhalten
Während der Nahrungssuche sitzt der Vorgebirgs-Olivtyrann horizontal, oft mit gespanntem Schwanz. Er ist im Allgemeinen sehr aktiv, macht kurze Aufwärts- oder Auswärts-Pickflüge sowie kurze Schwirrflüge, um die Oberseite und Unterseite von Laub, Moos, Zweigen und Ästen nach Beute abzusuchen. Die Unterart Myiopagis olallai coopmansi ist in gemischten Schwärmen im Blätterdach anzutreffen. Die untersuchten Mageninhalte bestanden aus 6 mm langen schwarzen Käfern, Raupen, Insektenlarven, Hautflüglern und Spinnen. Wahrscheinlich gehören auch Beeren zum Nahrungsangebot. Der Vorgebirgs-Olivtyrann ruft und singt häufig, während er sich senkrecht auf einer Sitzwarte an der Spitze eines Zweiges 2 bis 15 m über dem Boden befindet.

## Fortpflanzungsverhalten
Das Fortpflanzungsverhalten ist nicht erforscht.

## Status
Die IUCN listet den Vorgebirgs-Olivtyrann in die Kategorie „gefährdet“ (vulnerable). An einigen Stellen am Osthang der Anden wird der Lebensraum in alarmierender Geschwindigkeit zerstört. Die vollständige Waldrodung und die weniger intensive Zerstörung und Fragmentierung der Lebensräume haben möglicherweise zum Verlust von rund der Hälfte der Vorgebirgswaldfläche im Verbreitungsgebiet der Art in Ecuador geführt, wo die Entwaldungsrate seit 2001 zugenommen hat. Zudem dürften Entwicklungsprojekte, die bereits genehmigt wurden, die zukünftige Rate der Waldverluste in Ecuador noch weiter erhöhen.